# K617
K617 est un label discographique indépendant français de musique baroque et musiques du monde, notamment d'Amérique latine, basé à Haut-Clocher, en Moselle.

## Histoire
K617 est fondé à Metz, en Lorraine, par Alain Pacquier. Journaliste, animateur musical, auteur-compositeur, Alain Pacquier est aussi le créateur du Festival de Saintes, et du Festival de Sarrebourg, en Lorraine. Le festival de Sarrebourg, créé en 1987, reçoit aujourd'hui de jeunes talents, à côté d'artistes à la renommée internationale établie, tels Gustav Leonhardt, Jean-Claude Malgoire, Paul Badura-Skoda, ou encore Elisabeth Söderström.
Après vingt-cinq ans d'activités dans le Nouveau Monde, à la quête des compositeurs perdus, tels l'Italien Domenico Zipoli ou le Suisse Martin Schmid, le Centre international des chemins du baroque, basé à Sarrebourg a interrompu ce périple musical en Amérique latine. Le bilan culturel est très positif avec 600 concerts sur les deux continents, et 400 musiciens formés. En soufflant un vent nouveau sur ce répertoire méconnu comprenant aussi des compositeurs français, Marc-Antoine Charpentier, Henry Desmarest, Alain Pacquier a pu produire 57 disques sous le label K617. À l’issue de ce programme de coopération culturelle entre la vieille Europe et le nouveau monde, onze orgues historiques ont par ailleurs été sauvé et restaurés, notamment grâce au mécénat, en Argentine, en Bolivie, au Chili, au Pérou ou encore au Mexique.
À l'instar de Deutsche Grammophon, K617 développe en 1995, une démarche participative, associant les adhérents de son club Chemins du Baroque à ses spectacles, leur permettant notamment d'assister aux répétitions générales, ou de rencontrer les musiciens invités. En 2016, après trois ans de silence, le label renaît sous le nom K617-Chemins du baroque.

## Artistes
- Gabriel Garrido - Juan Cabanilles, Antonio de Cabezon, Francisco Correa de Arauxo et compositeurs baroques latino-américains
- Jean-Claude Malgoire - Mozart et compositeurs classiques
- La Chapelle Rhénane, direction Benoît Haller - Pièces de Heinrich Schütz
- Ensemble Lucidarium, direction Avery Gosfield, Francis Biggi - Musique médiévale et Renaissance.
- Ensemble Gradiva, Alain Zaepffel, Véronique Dietschy, Leçons de Ténèbres de Marc-Antoine Charpentier et Raga de la nuit avancée en 1991